# Botterone
Botterone era una frazione del comune di Senna Lodigiana posta presso le rive del fiume Po. Abbandonata, fu poi spazzata via dalle piene.

## Storia
In origine sia il Po che il Lambro avevano in zona alvei diversi dagli attuali, più settentrionale il primo e più orientale il secondo. Il mulino Botterone sorse su un'isoletta nel Lambro, avendo come riferimento amministrativo la provincia di Pavia, e nello specifico il comune di Chignolo, ma le piene e le canalizzazioni dei secoli successivi la lasciarono sul lato sinistro di entrambi i fiumi. Nel 1798 inoltre Napoleone rettificò i confini sul Po, e il Botterone si ampliò con territorio staccato dal comune di Calendasco nella provincia di Piacenza. Nel 1844 il governo austriaco diede dunque una sistemazione definitiva all’area unendola a Corte Sant'Andrea, confermando il passaggio alla provincia di Lodi e Crema.